# TUE General-Electric/Pullman Company (EFS)
O TUE General-Electric/Pullman Company foi um trem-unidade-elétrico adquirido em 1944 pela Estrada de Ferro Sorocabana. Ele foi o primeiro trem unidade elétrico da EFS e o segundo trem elétrico a ser usado em larga escala no Brasil. Pertenteceu a Frota do Trem 
Metropolitano de São Paulo até o final dos anos 70 quando foi retirado de serviço, por obsolência pela Fepasa.

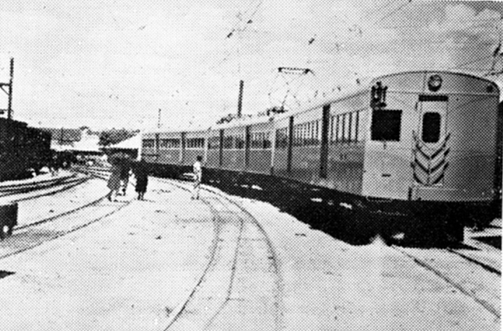
TUE GE/Pullman em 1950.

## História
Em 1939 A EF. Sorocabana lança um edital de concorrência para realizar a eletrificação do trecho entre São Paulo e Santo Antonio (Hoje Iperó). As seguintes empresas apresentaram propostas:
- Electrical Export Corporation e Companhia de Mineração e Metalurgia Brasil (COBRAZIL)

- The English Electric Co., Ltd.

- Metropolitan Vickers Electrical Export Co. Ltd.

- Consorzio Italiano Impianti All'Estero Idro-Termo-Eletrici i di Elettrotrazione - CONSITEL, de Milão

Após as análises das propostas, a empresa Electrical Export Corporation foi declarada
vencedora, o contrato foi assinado no dia 12 de outubro de 1940. No dia 16 de outubro foi criado o departamento elétrico da EF. Sorocabana, para iniciar os primeiros estudos 
e tomar as necessárias providências administrativas para concretizar o empreendimento.
O processo de eletrificação ocorreu em 27 de abril de 1941.

### TUE GE/Pullman
Em 1944 a EF. Sorocabana realizou a compra de 4 trens unidades elétricos de três carros, fabricados pela Pullman Standard nos Estados Unidos e os equipamentos elétricos fornecidos pela General-Electric. Foram apelidados de Carmem Miranda, mesmo apelido da série 100 da EF. Central do Brasil. A viagem inaugural ocorreu em 15 de julho de 1945.
Com a compra dos trens da série 4800, entregues em 1958, os TUEs General-Electric passaram a operar no trecho recém eletrificado entre São Paulo e Evangelista de Souza.

### Fepasa
A EF. Sorocabana foi absorvida pela Fepasa em 1971, junto com os seus trens. A partir daí
os antigos trens unidades GE operaram até sua desativação no final dos anos 70.

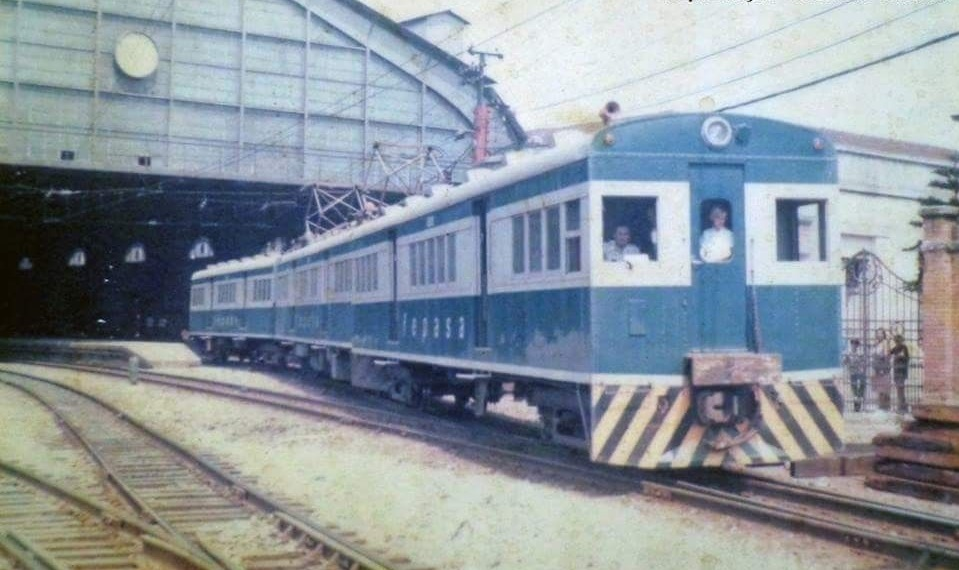
TUE GE/Pullman no padrão da Fepasa.